# Ennio Di Nolfo
Ennio Di Nolfo (Melegnano, 4 aprile 1930 – Firenze, 7 settembre 2016) è stato uno storico e politologo italiano.

## Biografia
Nato a Melegnano, in provincia di Milano, il 4 aprile 1930, Ennio Di Nolfo, allievo del Collegio Ghislieri, si è laureato in Scienze politiche presso l'Università degli Studi di Pavia nel 1953.
Dal 1957 al 1977 ha insegnato all'Università degli Studi di Padova. Nel 1977-78 è stato preside della Facoltà di Scienze politiche della LUISS. Dal 1978 al 2000 ha insegnato presso la Facoltà "Cesare Alfieri" di Firenze; dal 2000 al 2005 è stato prorettore per le Relazioni internazionali dell'Università degli Studi di Firenze. Nella sua lunga carriera accademica si è occupato prevalentemente di storia delle relazioni internazionali nel Novecento.
È stato fino al 2014 vice-presidente della Commissione per la pubblicazione dei Documenti diplomatici italiani.
È stato presidente del Centro interuniversitario Machiavelli (CIMA).
È morto a Firenze dopo una lunga malattia, all'età di 86 anni. Parte dei suoi volumi sono stati donati alla biblioteca del Collegio Ghislieri di Pavia.

## Pensiero
La prospettiva diplomatica della sua ricerca storiografica si è applicata sia agli equilibri geostrategici europei che al Mediterraneo, indagando sui fenomeni più rimarchevoli della fine del secolo XX.
Nel primo caso, sostenne "il peso risolutivo degli orientamenti craxiani nel rendere possibile la partecipazione dell’Italia al progetto di dispiegamento degli «euromissili» e poi nel processo di distensione che rese la scelta meno traumatica. Vi era però, in questa decisione, la netta impronta dettata dalla volontà craxiana di non accettare equivoci circa l’adesione dell’Italia alla visione atlantica dei problemi della difesa occidentale".
Nel secondo caso, si pronunciò sull'accordo UE-Turchia del 15 marzo 2016 sui visti, dichiarando che "l’accordo smuove una situazione che pareva paralizzata […] Apre la strada verso una fase nuova che non riguarda solo il tema dei rifugiati ma ha ripercussioni rispetto a tutti i temi della crisi mediorientale e alla possibilità concreta che la domanda di ammissione nell’Unione, presentata dalla Turchia nel 1987, venga finalmente discussa in modo costruttivo”.

## Opere principali
- Storia del Risorgimento e dell'Unità d'Italia (segue i volumi scritti da C. Spellanzon), voll. VI, VII, VIII, Milano, Rizzoli, 1959-65.
- Mussolini e la politica estera italiana 1919-1933, Cedam, 1960.
- Europa e Italia 1855-1856. Cavour al Congresso di Parigi, Roma, Istituto per la storia del risorgimento, 1967.
- Vaticano e Stati Uniti 1939-1953, Milano, Angeli, 1976.
- Le paure e le speranze degli Italiani 1943-1954, Mondadori, Milano 1986 (premio Acqui storia 1986).
- La repubblica delle speranze e degli inganni, Ponte alle Grazie, Firenze, 1996. ISBN 978-88-7928-310-6
- La politica estera italiana negli anni ottanta, Lacaita, Manduria-Bari-Roma, 2003 (riedito nel 2007 da Marsilio).
- Dagli imperi militari agli imperi tecnologici, Roma-Bari, Laterza, 2007. ISBN 978-88-420-8495-2
- Storia delle relazioni internazionali dal 1918 ai giorni nostri, Roma-Bari, Laterza, 2008. ISBN 978-88-420-8734-2
- Il disordine internazionale. Lotte per la supremazia dopo la guerra fredda, Milano, Bruno Mondadori, 2012, ISBN 978-88-6159-664-1
- Il Mondo atlantico e la globalizzazione. Europa e Stati Uniti: storia, economia e politica, Milano, Mondadori Education, 2014.
- Storia delle Relazioni internazionali. I. Dalla pace di Versailles alla conferenza di Potsdam 1919-1945, Roma-Bari, Laterza, 2015, ISBN 978-88-593-0024-3
- Storia delle Relazioni internazionali. II. Gli anni della guerra fredda 1946-1990, Roma-Bari, Laterza, 2015, ISBN 978-88-593-0025-0
- Storia delle Relazioni internazionali. III. Dalla fine della guerra fredda a oggi, Roma-Bari, Laterza, 2016, ISBN 978-88-593-0026-7